# Chiesa di San Floriano (Giovo)
La chiesa di San Floriano è una chiesa sussidiaria a Valternigo, frazione di Giovo in Trentino. È documentata a partire dal XIV secolo.

## Storia

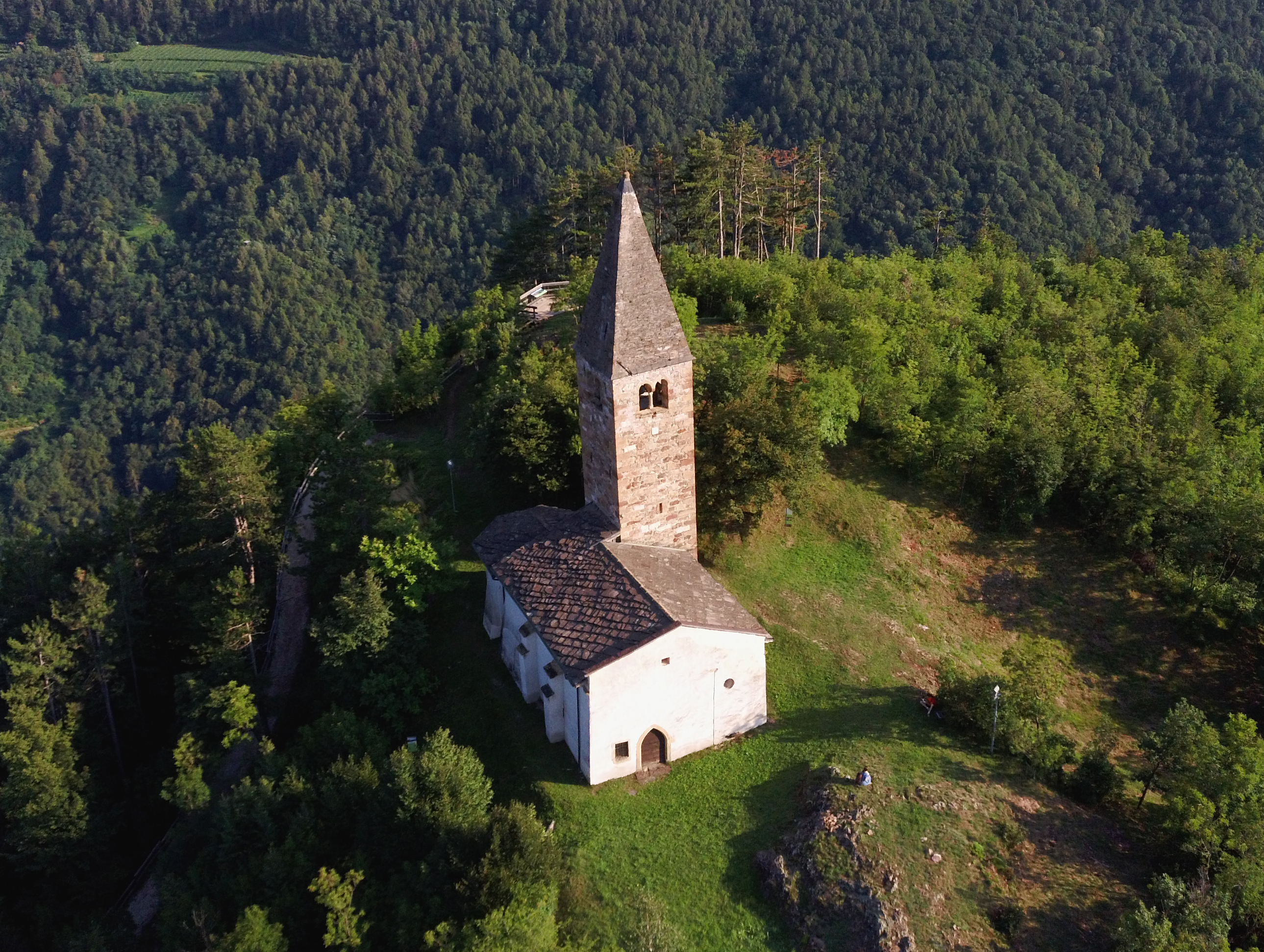
Vista aerea della chiesa

La prima citazione che riguarda la piccola chiesa con dedicazione a "sancti Floriani" nella località Valternigo risale al 1335 e si trova in un atto testamentario notarile.

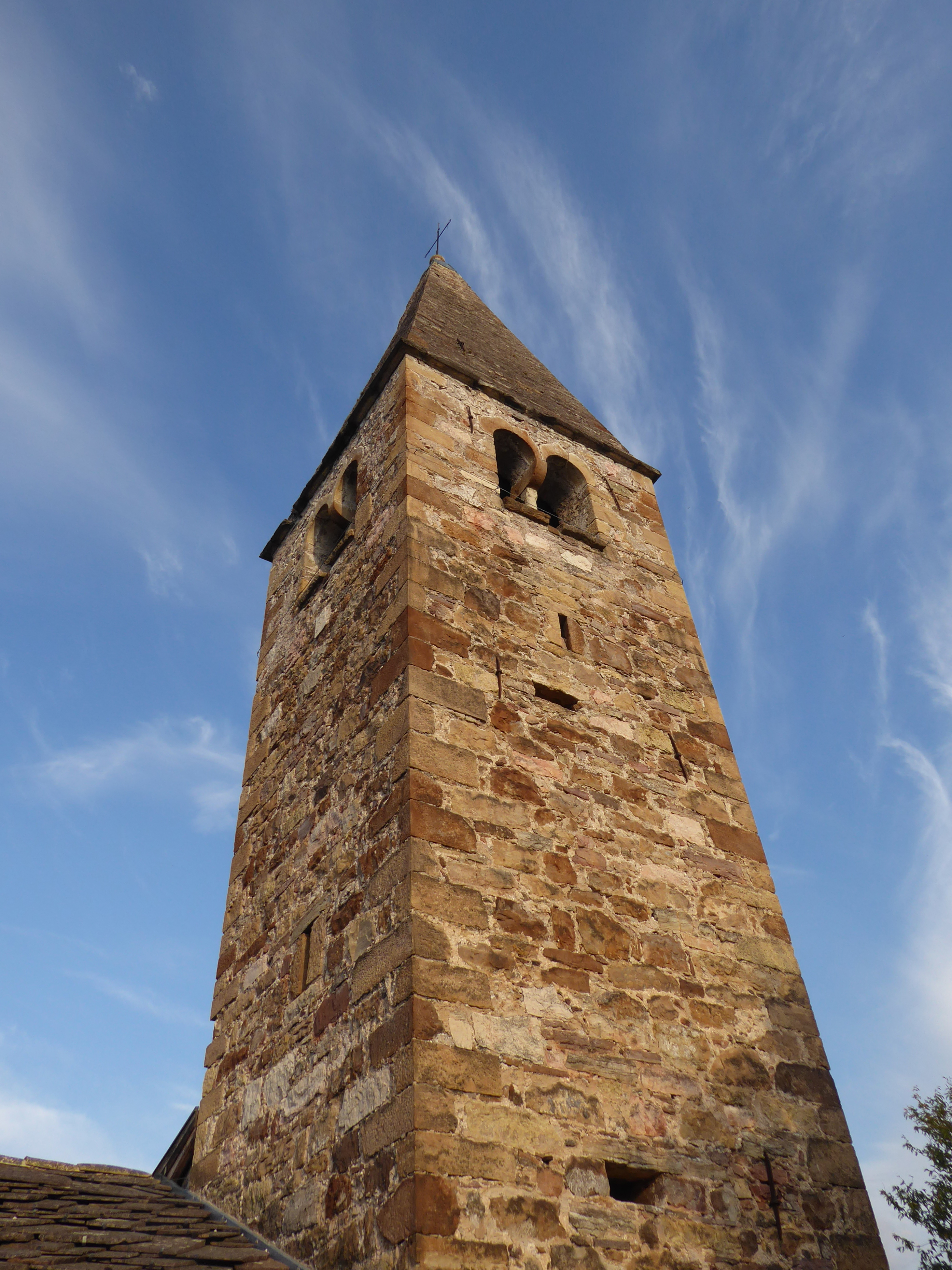
Torre campanaria in pietra a vista.

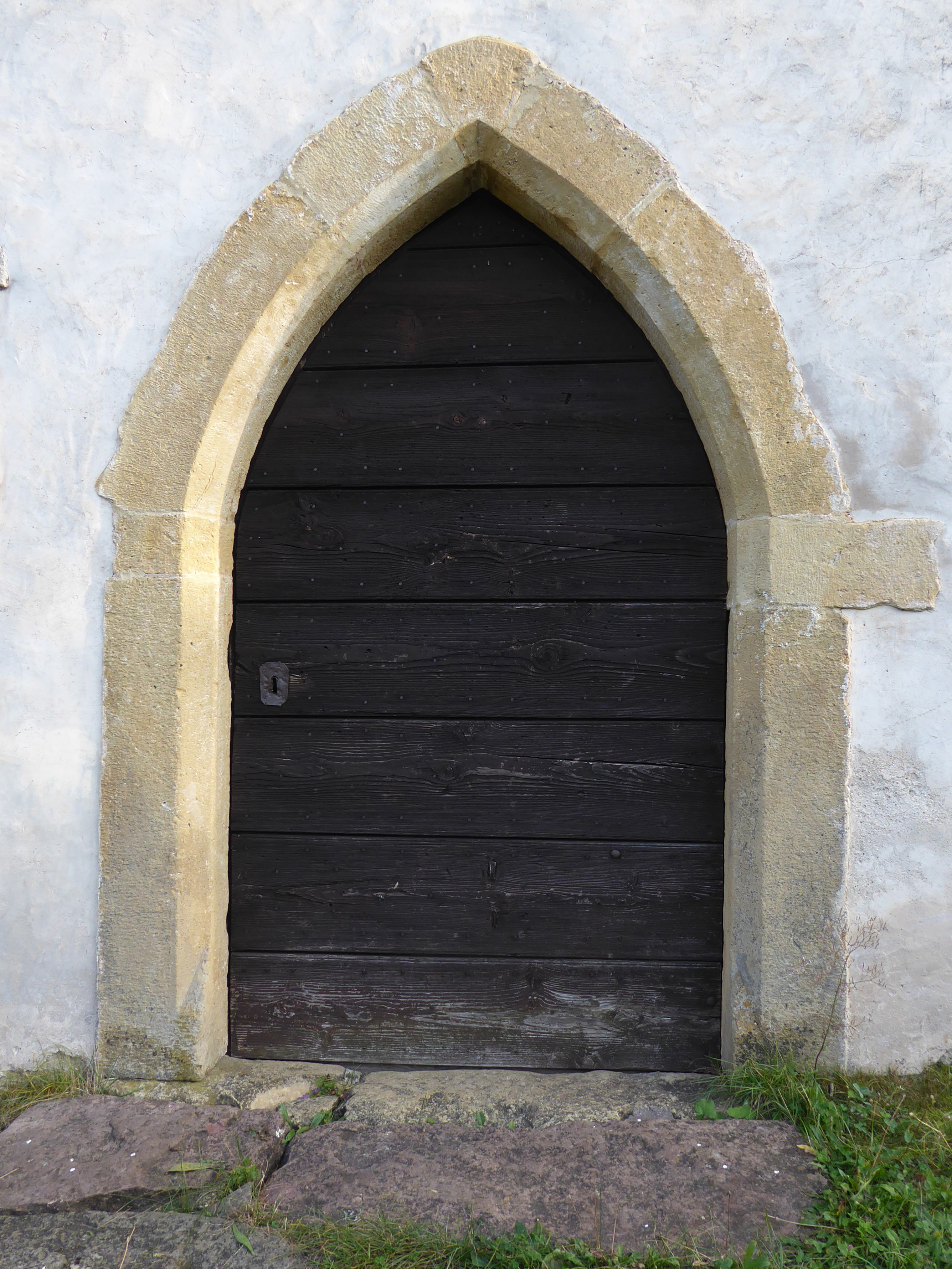
Portale di accesso sul prospetto principale.

Attorno al XV secolo il prospetto a sinistra venne arricchito da affreschi che andarono in seguito quasi completamente perduti e nella prima metà del secolo seguente l'edificio venne restaurato con la sistemazione del portale principale e la tinteggiatura generale. Nel 1614 la copertura del tetto in scandole di legno venne riparata e quasi un trentennio più tardi fu costruita la cappella laterale. Alla fine del secolo la torre campanaria fu intonacata (intonacatura poi rimossa attorno al 1987) e fu dotata di un orologio.
Durante la seconda metà del XVIII secolo l'orologio fu sostituito e l'intera torre fu sottoposta a lavori di restauro. Nel 1785, durante il periodo del giuseppinismo, la chiesa venne soppressa ma successivamente, dopo il periodo napoleonico, fu riaperta al culto quindi benedetta nel 1803.
Durante il XIX secolo, a partire dal 1830, venne sostituita la copertura del tetto, fu rivista la parte apicale della torre campanaria e furono controllate e rinforzate le strutture murarie.
Con gli anni venti del XX secolo furono realizzati interventi di restauro poi si attese sino alla seconda metà del secolo per nuovi lavori che riguardarono il generale consolidamento e in particolare la tenuta statica della torre campanaria compromessa da lesioni e cedimenti. Nello stesso momento fu rivista la pavimentazione della sala e vennero sistemate le difese dalle infiltrazioni di acqua causate dalle precipitazioni.
Gli ultimi lavori di restauro conservativo si sono avuti a partire dagli anni ottanta. Questi, oltre a normali interventi manutentivi, hanno comportato la rimozione dell'intonaco della torre campanaria per riportare il manufatto alle condizioni originali della sua erezione.
Dal dicembre 2025 è stato inserito l'orologio elettronico e la campana suona le ore.

## Leggenda del vitello d'oro
Secondo un'antica tradizione popolare sul sito sarebbe stato presente un tempio precristiano. San Vigilio, recatosi sul dosso di San Floriano, avrebbe abbattuto un idolo pagano costituito da un vitello d'oro col tempio che lo conteneva e in seguito avrebbe fatto erigere al suo posto la chiesa cristiana. Sempre secondo questa leggenda il santo trentino avrebbe poi anche pranzato sul posto, con la madre Massenzia, e sul luogo si vedere ancora la pietra sulla quale i due forse sedettero.
Non si sono mai trovate in realtà tracce di questo idolo d'oro e di un tesoro che alcuni associavano alla sua presenza, tuttavia indagini archeologiche anche recenti e il ritrovamento di fibule, recipienti e altri oggetti risalenti al periodo romano e retico hanno potuto confermare che sul sito erano presenti, prima della costruzione del luogo di culto cristiano, altri insediamenti ed edifici poi scomparsi.

## Descrizione
La chiesa di San Floriano si trova su un piccolo colle sull'abitato di Valternigo. L'orientamento è verso nord ovest. Il prospetto principale a capanna, semplice e con due spioventi, è asimmetrico. Il portale principale, di forma ogivale, è spostato a sinistra, e ciò è dovuto alla costruzione delle cappelle laterali avvenuta attorno al XVII secolo. Le pareti laterali non hanno finestre. 
Le uniche aperture che portano luce all'interno della sala si trovano sulla facciata (portale, finestra di fianco al portale e oculo in alto) e nella zona absidale (due monofore). 
La torre campanaria in pietra a vista ha la cella campanaria che si apre con quattro bifore.
All'interno la navata è unica ma con il lato destro ampliato dalla presenza delle due cappelle laterali. La zona absidale è in stile gotico ed il presbiterio è leggermente rialzato.